# Autograph
För albumet av Svante Karlsson, se Autograph (album).
Autograph är ett amerikanskt glam metalband som bildades 1983 av sångaren och gitarristen Steve Plunket,t gitarristen Steve Lynch, basisten Randy Rand, keyboardisten Steven Isham och trummisen Keni Richards.
Bandets första album släpptes 1984 och hette Sign In Please. Albumet innehöll bandets enda stora hit Turn Up the Radio som tog sig till tjugonionde plats på billboard Hot 100 och sjuttonde på Hot Mainstream Rock Tracks i USA. 1985 släppte gruppen sitt andra album That's the Stuff som inte blev alls lika populärt som debutalbumet. De släppte en till skiva vid namn Loud and Clear 1987 innan de upplöstes 1989. 1997 släpptes ett album vid namn Missing Pieces som innehöll låtar som de spelat in tidigare men aldrig släppt innan. Bandet återförenades 2002 och släppte två album Buzz och ett album med gamla låtar som aldrig släppts More Missing Pieces. Bandet upplöstes igen 2005, men återförenades 2013.

## Medlemmar
Nuvarande medlemmar
- Steve Lynch – sologitarr, bakgrundssång (1983–1989, 2013– )
- Randy Rand – basgitarr, bakgrundssång (1983–1989, 2013– )
- Simon Daniels – sång, rytmgitarr (2013– )
- Marc Wieland – trummor (2014– )

Tidigare medlemmar
- Steve Plunkett – sång, rytmgitarr, keyboard (1983–1989, 2002–2005)
- Steven Isham – keyboard, bakgrundssång (1983–1989)
- Keni Richards – trummor (1983–1988, 2013–2014)
- Eddie Cross – trummor (1988–1989)
- T. J. Helmerich – gitarr, bakgrundssång (2002–2005)
- Lance Morrison – basgitarr, bakgrundssång (2002–2005)
- Matt Laug – trummor (2002–2005)

## Diskografi
Album
- 1984 – Sign In Please
- 1985 – That's the Stuff
- 1987 – Loud and Clear
- 1997 – Missing Pieces
- 2003 – Buzz
- 2003 – More Missing Pieces (återutgåva av Missing Pieces med 7 extra spår)
- 2016 – Louder

Singlar
- 1984 – "Send Her to Me / All I'm Gonna Take"
- 1984 – "Turn Up the Radio / Thrill of Love" (#29 på Billboard Hot 100, #17 på US Mainstream Rock)
- 1985 – "Blondes in Black Cars / Built for Speed" (#38 på US Mainstream Rock)
- 1985 – "My Girlfriend's Boyfriend Isn't Me" (promo)
- 1985 – "That's the Stuff" (promo)
- 1985 – "We're an American Band" (promo)
- 1987 – "Loud and Clear"
- 1987 – "Dance All Night"
- 1987 – "She Never Looked That Good for Me"
- 2015 – "You Are Us, We Are You"
- 2015 – "Hot Hot Hot / Turn Up the Radio" (delad singel Buster Poindexter and His Banshees of Blue / Autograph)